# 匈牙利城堡州
城堡州（匈牙利語：Vármegye）或称州（匈牙利語：Megye），是匈牙利行政体系的基本行政单位。在1950年之前这两个名称被并行使用，能够相互互换。在1950年至2022年间官方称谓为州，自2023年起，官方称谓恢复为城堡州。
直到第二次世界大战结束之前，这一行政单位的官方称谓一直是城堡州，但州一词也作为其同义词被广泛使用，甚至出现在法律与其他法规文本当中。1949年8月18日，匈牙利通过了1949年第二十号法，即匈牙利人民共和国依据苏联宪法为样本所制定的新宪法，正式确立了州这一称谓，从此城堡州这一词仅存在于历史称谓当中。
今日的城堡州制度是匈牙利大约一千年来不断变化的地域划分和组织结构的最新阶段。从1905年州改与理事会制的引入（其中对城堡州的地域划分进行了修改）到1990年地方自治制度的建立，可以被视为现代匈牙利州制发展史上的分水岭。

匈牙利王国城堡州

城堡州的首席长官是首席伊什潘；其次是位列第二的副伊什潘；再次是城堡州的首席书记。他们分别在不同层级上承担行政、司法和治理职责。首席伊什潘由国王任命，副伊什潘和首席书记则由该城堡州的贵族选举产生。城堡州划分为若干的区，每个区由一名首席仆从法官管理；他们同样由该城堡州的贵族选举产生，是城堡州的法定自治主体的外部官员，并直接与副伊什潘沟通联系。